# Ivanildo Oliveira Almeida
Ivanildo Oliveira Almeida, (Grajaú, 25 de março de 1972) é um prelado brasileiro da Igreja Católica, bispo da Diocese de Cametá.

## Biografia
Estudou filosofia e teologia no Instituto de Estudos Superiores do Maranhão (IESMA) em São Luís, entre 1994 e 2001. Foi ordenado padre em 22 de dezembro de 2001 para a Diocese de Imperatriz.
Realizou sua licenciatura em direito canônico na Pontifícia Universidade Lateranense de Roma, de 2008 a 2011. Ao retornar para o Brasil, foi pároco de Nossa Senhora do Perpétuo Socorro, de Santo Antônio de Pádua e da Catedral de Nossa Senhora de Fátima, reitor do Seminário Maior Bom Pastor, Presidente do Tribunal Eclesiástico da Província Eclesiástica de São Luís do Maranhão, além de professor de Direito Canônico e diretor geral do IESMA.
Foi nomeado pelo Papa Francisco como bispo de Cametá em 12 de abril de 2023, sendo consagrado no dia 17 de junho seguinte, na Catedral Nossa Senhora de Fátima, em Imperatriz, por Dom Vilsom Basso, S.C.I., bispo da Diocese de Imperatriz, coadjuvado por Dom Gilberto Pastana de Oliveira, arcebispo de São Luís do Maranhão e Dom Francisco Lima Soares, bispo da Diocese de Carolina.